# اريك موريس (ممثل)
اريك موريس (بالإنجليزية: Eric Morris) هو ممثل أمريكي، ولد في 19 نوفمبر 1931 بشيكاغو في الولايات المتحدة.

## وصلات خارجية
- اريك موريس على موقع IMDb (الإنجليزية)
- اريك موريس على موقع أول موفي (الإنجليزية)
- اريك موريس على موقع قاعدة بيانات الأفلام السويدية (السويدية)
- اريك موريس على موقع كينوبويسك (الروسية)